# Baseonema gregorii
Baseonema gregorii är en oleanderväxtart som beskrevs av Rudolf Schlechter och Rendle. Baseonema gregorii ingår i släktet Baseonema och familjen oleanderväxter. Inga underarter finns listade i Catalogue of Life.